# 六甲ひばりが丘
六甲ひばりが丘（ろっこうひばりがおか）は、兵庫県神戸市北区において神鉄グループが開発・造成・販売した住宅団地である。

## 概要

### 住宅地の概要
- 開発面積：92,760 m2[1]
- 総区画数：226区画[1]
- 計画人口：836人[1]
- 販売開始：1996年（平成8年）10月4日[1]
- 街びらき：1996年（平成8年）10月12日[1][2]
- 事業主体：神戸電鉄[1]
- 造成工事：神鉄建設工業
- 販売会社：神戸電鉄・北神急行電鉄・神鉄住宅販売（現：神鉄ビジネスサポート）

## 分譲
1996年（平成8年）10月12日に「六甲ひばりが丘」として街びらきした。関連会社の神鉄住宅販売・北神急行電鉄より「―総戸数226戸のビッグタウン―憧れの街。憧れの暮らし。」のキャッチコピーで分譲が開始され、ポスター等では「神戸電鉄六甲ひばりが丘」などと開発事業主体を含んで表記された。
街びらきに先だって同年10月4日より「神鉄アメリカ住宅」「神鉄カナダ住宅」の募集が開始された。これは神鉄不動産開発グループ初めての試みとして、アメリカ合衆国およびカナダから建設資材を輸入し、海外現地方式の工法によって神鉄グループが独自建設したものであった。これは国内住宅メーカー界からも注目され、アメリカ合衆国総領事館商務領事、カナダ総領事館副領事による住宅視察も行われた。
このほか、建売住宅「神鉄J-WOOD住宅」や注文住宅「神鉄シンセリテ」シリーズなどが販売されたほか、建築条件指定宅地分譲では、ミサワホーム・積水ハウス・大和ハウス工業などの住宅を指定することが出来た。
神戸都心とのアクセスが良好であることや、神戸電鉄開発の住宅地としては珍しい、洋風ノスタルジックな町並み（神鉄パークヒル神戸ニュータウンなどで一部先例あり）であることからバブル経済崩壊後にも関わらず非常に人気が高く、神戸電鉄建築の建売住宅では最高倍率22倍を記録したこともあった。

## 備考
- 本住宅地の開発にあわせて、最寄り駅の六甲登山口駅は1988年（昭和63年）に神鉄六甲駅に改称された[1][3]。
- 洋風住宅地の玄関口としてふさわしい駅とするため、1996年（平成8年）10月4日の街びらき式典にあわせて神鉄六甲駅が全面新築された[1][3]。プラットホームの改良が実施されたほか、神戸電鉄建築輸入住宅と色調をあわせたレンガ調の駅舎を新築し、車椅子用自動改札機が設置された[1]。このほか通勤・通学利用者の増加を考慮して大型待合室が設置された。
- 分譲促進を図るため、当住宅地がデザインされた「すずらんカード」が発売されていた。